# Christine Hill
Christine Hill (* 1968 in Binghamton, New York, NY) ist eine US-amerikanische Künstlerin.

## Biografie
Christine Hill studierte am College of Art in Maryland Instituts in den USA Kunst. 1991 legte sie ihr Bachelor of Fine Arts ab. Sie lebte von 1991 bis 1999 ständig in Berlin. Nacheinander arbeitete sie als Masseurin, Bauchladenverkäuferin, Schuhputzerin, Rocksängerin und Stripperin: es waren Tätigkeiten, die mit Dienstleistungen unmittelbar zu tun haben und zudem nur kurze Einarbeitungszeiten benötigten. Diese Aufgaben eröffneten Christine Hill die Möglichkeit, sich in unterschiedlichen Rollen künstlerisch auszuprobieren, um die Identität des Seins mit ihrer eigentlichen Ursprünglichkeit und Authentizität durch die Identität des Tuns zu ersetzen. Ihr Handeln ist stets provisorisch und muss ständig neu erfunden werden. Christine Hill arbeitete über einen Zeitraum von vier Jahren an dem Projekt Volksboutique. In diesem Projekt gelang ihr die Auseinandersetzung den Phänomenen: Dienstleistung, Interaktion, Porträt und Dialog.
Die Künstlerin ist bei ihren Projekten zeitweilig anwesend und sucht dabei den Dialog mit dem Publikum.
Als Beitrag für die documenta 10 1997 in Kassel schuf sie in der Unterführung zum alten Kasseler Bahnhof einen Laden, der zuvor in Berlin-Mitte eingerichtet worden war. Das Projekt Volksboutique bestand aus zwei Abteilungen: in einer wurde gearbeitet und in einer anderen Abteilung wurden die Produkte ausgestellt. Es wurde einerseits ausgestellt und anderseits Second-Hand-Kleidung veräußert. Die künstlerische Installation wurde durch Interaktionen der Betrachter und der Künstlerin belebt. Der Betrachter wurde zum Kunden, die Künstlerin zur Verkäuferin. Die Installation der Volksboutique versuchte – ausgehend von der physischen Präsenz der Individuen – einen Diskussionsraum und eine Situation des Austausches von Informationen zu schaffen. Sie schuf einen Raum, der ihre Arbeit geschehen ließ. Damit war die Voraussetzung gegeben, dass Informationen ausgetauscht werden konnten. Es bestand die Möglichkeit, die persönliche Rolle selbst einzuschätzen und seinen Platz in der Gesellschaft zu bestimmen.
2004 wurde sie zunächst zur Gastprofessorin für Moden und öffentliche Erscheinungsbilder an die Bauhaus-Universität in Weimar ernannt, und 2007 als Professorin für Moden und öffentliche Erscheinungsbilder an der Bauhaus-Universität Weimar berufen.
2016 konzipiert sie gemeinsam mit Jun Yang Hotelapartments mit dem Titel „Hotel Volksboutique“ für die Galerie für Zeitgenössische Kunst in Leipzig.
Christine Hill lebt und arbeitet abwechselnd in Berlin und New York.

## Ausstellungen
- Volksboutique in Kassel anlässlich der documenta 10 vom 21. Juni 1997 – 28. September 1997
- Volksboutique in Berlin 1996
- Kunstverein München
- Martin-Gropius Bau in Berlin 2009
- Galerie Eigen + Art in Leipzig 2009
- Kunstraum Innsbruck 2017